# Јаго дос Сантос
Јаго Матеус дос Сантос (порт. Yago Mateus dos Santos; Тупа, 9. март 1999) бразилски је кошаркаш. Игра на позицији плејмејкера, а тренутно наступа за Црвену звезду.

## Каријера

### Клупска
Седамнаестог јула 2023. године потписао је трогодишњи уговор са Црвеном звездом.

## Успеси

### Клупски
- Паулистано:
  - Првенство Бразила (1): 2017/18.

- Фламенго:
  - Првенство Бразила (1): 2020/21.
  - Интерконтинентални куп (1): 2022.

- Улм:
  - Првенство Немачке (1): 2022/23.

- Црвена звезда:
  - Првенство Србије (1): 2023/24.
  - Јадранска лига (1): 2023/24.
  - Куп Радивоја Кораћа (2): 2024, 2025.

### Репрезентативни
- Америчко првенство:  2022.

### Појединачни
- Најкориснији играч плеј-офа Јадранске лиге (1): 2023/24.
- Најкориснији играч финала Првенства Бразила (1): 2020/21.
- Најкориснији играч финала Првенства Немачке (1): 2022/23.